# ご近所わいど今日もハレルヤ!
ご近所わいど 今日もハレルヤ！は、山陰放送（BSS）で毎週月曜日～木曜日の午前7時45分～午前10時45分に放送されていたラジオ番組。2000年4月3日放送開始。BSSラジオの朝のワイド番組。2006年3月31日までは金曜日も放送していた。

2008年春から番組開始時間がそれまでの8時30分から8時20分に。2010年春から8時15分に変更。2014年9月29日から7時45分に変更。今までBSSラジオ開局以来自社制作のワイド番組中に全国ネット番組を挿入することは一切なかったが、この日から8時～8時15分にTBSラジオ制作の「日本全国8時です」を挿入する。2016年3月24日放送終了。

## パーソナリティー
| 期間                          | 月曜日                  | 火曜日                  | 水曜日              | 木曜日              | 金曜日                                   |
| ----------------------------- | ----------------------- | ----------------------- | ------------------- | ------------------- | ---------------------------------------- |
| 2000年4月3日 - 2001年3月30日  | 谷口あつし              | 谷口あつし              | 中村緑              | 中村緑              | 板井文昭                                 |
| 2001年4月2日 - 2002年3月29日  | 桑本みつよし 石倉真樹子 | 桑本みつよし 石倉真樹子 | 木野村尚子 石村隆男 | 木野村尚子 石村隆男 | 板井文昭 杉原美香                        |
| 2002年4月1日 - 2003年3月28日  | 大田祐樹 中岡みずえ     | 大田祐樹 中岡みずえ     | 大田祐樹 中岡みずえ | 大田祐樹 中岡みずえ | 角谷敏朗 中岡みずえ                      |
| 2003年3月31日 - 2004年3月26日 | 桑本みつよし            | 桑本みつよし            | 桑本みつよし        | 中村緑              | 中村緑                                   |
| 2004年3月29日 - 2005年4月1日  | 谷口あつし              | 桑本みつよし            | 桑本みつよし        | 中村緑              | 中村緑                                   |
| 2005年4月4日 - 2006年3月31日  | 桑本みつよし            | 桑本みつよし            | 桑本みつよし        | 田中亜矢            | 田中亜矢                                 |
| 2006年4月3日 - 2008年3月27日  | 宇田川修一              | 桑本みつよし            | 桑本みつよし        | 桑本みつよし        | 別番組 スマイル金曜日 ↓ かっとばし金曜日 |
| 2008年3月31日 - 2012年9月28日 | 板井文昭                | 板井文昭                | 桑本みつよし        | 桑本みつよし        | 別番組 スマイル金曜日 ↓ かっとばし金曜日 |
| 2012年10月1日 - 2015年3月26日 | 板井文昭                | 桑本みつよし            | 桑本みつよし        | 桑本みつよし        | 別番組 スマイル金曜日 ↓ かっとばし金曜日 |
| 2015年3月30日 - 2016年3月24日 | 板井文昭                | 桑本みつよし            | 大田祐樹            | 桑本みつよし        | 別番組 スマイル金曜日 ↓ かっとばし金曜日 |

## タイムテーブル
- 7:50JFマリンバンク・海の天気予報
- 7:55ニュース
- 8:00日本全国8時です
- 8:25島根県からのお知らせ(木曜日）
- 8:30交通情報
- 8:55ニュース
- 9:00天気予報
- 9:15住まいのちょっといい話(木曜日）
- 9:25マネープラン21
- 9:35岡田商店野菜ソムリエのやおや塾(木曜日）
- 9:55ニュース
- 10:00天気予報
- 10:05松江市からのお知らせ(月曜日）
- 10:15ようこそ岩井コスモ証券へ(水曜日）
- 10:15 島根県消費者センター情報(木曜日）
- 10:15あなたの願いかなえましょう(木曜日）
- 10:20メモリアル百科